# Чирвоная Нива (Узденский район)
Чирвоная Нива (бел. Чырво́ная Ні́ва) — посёлок в Узденском районе Минской области Республики Беларусь. В составе Хотлянского сельсовета.

## География
Ближайшие населённые пункты Малая Малиновка, Толкачевичи-1, Победа и др.

## История
До 1 апреля 1960 года деревня входила в состав Шацкого сельсовета.
В 1974 году к деревне присоединён посёлок Зелёная Дуброва.

## Население

### Численность
- 2019 год — 38 человек

### Динамика
- 2009 год — 65 человек (перепись населения)[4]
- 2019 год — 38 человек (перепись населения)